# تشرشل (فلم)
تشرشل (بالإنجليزية: Churchill) هو فيلم دراما تم إنتاجه في المملكة المتحدة وصدر في سنة 2017. من بطولة براين كوكس وميراندا ريتشاردسون وجون سلاتري.

## القصة
خلال فترة الحرب العالمية الثانية، وخلال فترة تولي ونستون تشرشل لمنصب رئيس الوزراء البريطاني، يتتبع الفيلم على مدار ستة وتسعون ساعة ما حدث قبيل اليوم-دي، وهو اليوم الذي شهد عملية إنزال النورماندي التي تعد أكبر عملية إنزال جنود عبر البحر في تاريخ البشرية.

## الميزانية والإيرادات
بلغت تكلفة إنتاج الفيلم حوالي 10 ملايين دولار بينما حقق إيرادات تقدر بـ 5.4 مليون دولار.

## وصلات خارجية
- مقالات تستعمل روابط فنية بلا صلة مع ويكي بيانات

لا توجد روابط لمواقع التواصل الاجتماعي.